# Universidade Real do Butão
A Universidade Real do Butão (em dzongkha: འབྲུག་རྒྱལ་འཛིན་གཙུག་ལག་སློབ་སྡེ་; na transliteração Wylie:  'brug rgyal-'dzin gtsug-lag-slob-sde) é uma instituição de ensino superior pública do Butão, fundada em 2 de junho de 2003 por um decreto real.

## Faculdades
A universidade foi criada para consolidar a gestão do ensino superior no Butão. É uma universidade descentralizada com nove faculdades constituintes e duas faculdades afiliadas espalhadas por todo o reino. O princípio que influenciou o desenvolvimento de um sistema universitário foi a prioridade do governo para o desenvolvimento equitativo. As faculdades da Universidade são:
- Faculdade de Recursos Naturais (CNR) em Lobesa, Punakha[3]
- Faculdade de Ciência e Tecnologia (CST) em Rinchhending, Phuntsholing[4]
- Faculdade de Estudos Empresariais Gaeddu (GCBS) em Gedu, Chukha[5]
- Faculdade de Estudos de Língua e Cultura (CLCS) em Taktse, Trongsa[6]
- Faculdade de Engenharia Jigme Namgyel (JNEC) em Dewathang, Samdrup Jongkhar[7]
- Faculdade de Educação Paro (PCE) em Paro[8]
- Faculdade Real de Thimphu (RTC) em Ngabiphu, Thimphu (faculdade afiliada)[9]
- Faculdade Norbuling Rigter, paro (faculdade afiliada)
- Faculdade de Educação Samtse (SCE) em Samtse[10]
- Faculdade Sherubtse em Kanglung, Trashigang[11]
- Faculdade de Tecnologia e Informação Gyalpozhing em Gyalpozhing, Mongar[12]

A universidade mantém uma conexão com outras universidades que incluem a Universidade do Novo Brunswick no Canadá, a Universidade Naropa e a Escola de Treinamento Internacional nos Estados Unidos, a Universidade de Salzburgo na Áustria e a Universidade de Delhi na Índia, nas áreas de pesquisa, intercâmbio estudantil e programas de estágio para alunos e professores.
Jigme Khesar Namgyel Wangchuck, o Quinto Rei do Butão, é o chanceler. Dasho Nedip Dorji, formado em Oxford, é o atual vice-chanceler e lida com a administração diária do sistema universitário.
O Centro de Estudos do Butão (CBS) em Thimphu, originalmente programado para se tornar uma instituição membro da universidade, manteve seu status autônomo.